# Mitragyna speciosa
Кратом (Mitragyna speciosa) — вид рослин родини маренові (Rubiaceae). Поширений у Південно-Східній Азії.

## Будова
Це вічнозелене дерево висотою 28 метрів. Стовбур прямий, покритий сірою корою, може досягати 90 см у діаметрі. Овально-загострене листя темно-зелене глянцеве до 20 см довжини і 12 ширини, має 12-17 помітних жилок. Квіти зібрані у суцвіття по три, на кінцях гілок. Генетично кратом споріднений з кавою та гарденією.

## Поширення та середовище існування
Походить з Таїланду, Індонезії, Малайзії, М'янми та Папуа Нової Гвінеї.

## Практичне використання

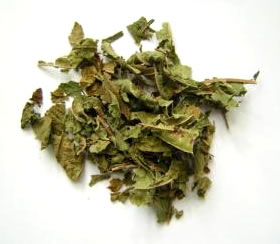
Сушений кратом

Психоактивний засіб природного походження, вельми поширений у Південно-східній Азії, оскільки містить, нарівні з десятками найрізноманітніших біологічно активних речовин, психоактивні алкалоїди мітрагінін (а також його стереоізомери), та його більш активне, хоча і наявне в менших кількостях у листях похідне, 7-Гідроксимітрагінін, який за активністю перевершує морфін щонайменше в 10 разів.
У листі також наявні т.з. окиіндольні похідні, котрі виявляють потужну іммуностимулюючу дію і добре відомі, оскільки це основні біологічно активні речовини славнозвісної ліани «Уна де Гато», з якою, власне кажучи, у дерева кратом — також є багато спільного в біологічному відношенні.
У складі листя кратому також наявна речовина, схожа на ЕГКГ (епігалокатехінгаллат), який наявний у листках чаю, і надає напою корисних властивостей.
Найбільш традиційним вживанням кратому вважається жування його свіжих листків; також популярним є приготування особливого напою під назвою «кратомна вода». Також вживаються різноманітні напари, відвари, «чай» (настій) та холодний на морозі чи теплий на сонці настій із висушених листків рослини. З недавніх часів на півночі Таїланду набув шаленої популярності напій кратома з синтетиками під назвою «4x100»., який несе в собі досить велику небезпеку і призводить до тяжких наслідків і навіть до смерті, у результаті повного пригнічення дихання.
У Європі і США, а також в Україні продається у вигляді порошку, тобто у вигляді вельми сильно змеленого листя, а також у вигляді пресованих таблеток та «капсул» тощо; існує також у вигляді найрізноманітніших екстрактів і рідких витяжок, «посилених форм».
Ефект настає по різному в залежності від форми, яка вживається, і триває п'ять-сім годин, а у ряді випадків залишкові ефекти відчуваються навіть на наступний день.
У малих дозах (1—5 гр.) людина стає більш енергійною, комунікабельною. Великі ж дози викликають опіоподібні ефекти: виникає приємна млявість та ейфорія. У людини виникає бажання полежати, послухати музику, подивитися фільми і т. д.
Побічні ефекти кратома включають нудоту, блювання, підвищення кров'яного тиску, закреп, свербіж, тремтіння, параною. Вкрай характерним побічним ефектом від вживання кратома є диплопія («роздвоєння зору»). Після різкого припинення вживання у випадку систематичного прийому, викликає абстинентний синдром, вельми схожий на класичний опіатний: виникає дискомфорт, діарея, слабкість, різке погіршення настрою (депресія), перепади настрою, дисфорія і т. д. Виявляются неприємні болі у суглобах, «синдром неспокійних ніг» (іноді спостерігаються навіть судоми), та багато інших неприємних відчуттів та симптомів, що зазвичай спонукає шукати споживача кратому «чергову дозу», після прийому якої всі ці неприємні відчуття швидко зникають. Побічні ефекти дикого кратома інші.
У США зафіксовано 15 смертей від кратому за період з 2014—2016.
Використовується наркозалежними для полегшення перебігу абстинентного синдрому при відміні в першу чергу опіоїдів, а також алкоголю, та психостимуляторів. Проте досить часто таке «самолікування» звичайно призводить до полінаркоманії. Тобто, людина потрапляє у залежність не тільки від наркотиків, які вже споживає, а й у залежність від кратому.
У 2013 році Управління ООН з наркотиків і злочинності занесло кратом у один список з кхатом (Catha edulis), Salvia divinorum, синтетичний кетамін, мефедрон у окремий список під назвою нові психоактивні речовини. У Таїланді віднесений у одну групу з марихуаною. Лише у 2011 в Таїланді арештували за злочини, пов'язані з кратомом, понад 13 000 осіб.
З листопада 2024 року входить до списку психотропних речовин, обіг яких обмежений в Україні, що фактично забороняє його.

## Міжнародно-правовий статус ентеогенів
Стаття 32 Конвенції про психотропні речовини дозволяє державам звільняти від заборони певні традиційні способи вживання речовин:
|  | Держава, на території якої ростуть дикі рослини, що містять психотропні речовини з числа тих, що містяться в Додатку I, і які традиційно використовуються певними невеликими, чітко визначеними групами в магічних чи релігійних обрядах, може під час підписання, ратифікації чи приєднання, робити застереження щодо цих рослин стосовно положень статті 7, за винятком положень, що стосуються міжнародної торгівлі.Оригінальний текст (англ.) A State on whose territory there are plants growing wild which contain psychotropic substances from among those in Schedule I and which are traditionally used by certain small, clearly determined groups in magical or religious rites, may, at the time of signature, ratification or accession, make reservations concerning these plants, in respect of the provisions of article 7, except for the provisions relating to international trade. |

Однак це звільнення застосовується лише в тому випадку, коли рослину буде явно додано до Списків психотропної конвенції. Нині Конвенція застосовується лише до хімічних речовин. Однак у Коментарі до Конвенції про психотропні речовини зазначається, що рослини, які містять її, не підлягають міжнародному регулюванню:
Вирощування рослин, з яких отримують психотропні речовини, не регулюється Віденською конвенцією .... Ні корона (плід, брунька з мескалем) кактуса пейот, ні коріння рослини Mimosa hostilis, ані псилоцибінові гриби не включено до Списку 1, а лише відповідні речовини, мескалін, ДМТ та псилоцин.Оригінальний текст (англ.)
The cultivation of plants from which psychotropic substances are obtained is not controlled by the Vienna Convention .... Neither the crown (fruit, mescal button) of the Peyote cactus nor the roots of the plant Mimosa hostilis nor Psilocybe mushrooms themselves are included in Schedule 1, but only their respective principals, mescaline, DMT, and psilocin.
Нині жодні рослини (природні матеріали), що містять ДМТ, не регулюються Конвенцією 1971 року про психотропні речовини. Отже, препарати (наприклад, відвари), виготовлені з цих рослин, включно з аяваскою, не перебувають під міжнародним контролем і, отже, не підпадають під дію жодної статті Конвенції 1971 року. - Міжнародна рада з контролю за наркотиками (МКНБ), ООНОригінальний текст (англ.)
No plants (natural materials) containing DMT are at present controlled under the 1971 Convention on Psychotropic Substances. Consequently, preparations (e.g. decoctions) made of these plants, including ayahuasca are not under international control and, therefore, not subject to any of the articles of the 1971 Convention. -- International Narcotics Control Board (INCB), United Nations

## В Україні
15 листопада 2024 року, Кабінет Міністрів України ухвалив рішення про розширення списку психотропних речовин, обмежених в обігу, до якого було внесено кратом (Mitragyna speciosa) і його основний алкалоїд - мітрагінін.